# ملودی مارکس
ملودی مارکس (زاده 29 فوریه 2000) بازیگر پورنوگرافی اهل آمریکایی است او همچنین رقصنده،مدل و از شخصیت های تاثیر گذار اینستاگرام و سایر شبکه های اجتماعی است.او در سال 2018 به دلیل بازی در چندیدن فیلم و ویدئو بزرگسالان به شهرت رسید.
او با استودیو های معروفی از جمله ناتی امریکا،بنگ بروز،برزرز،دیجیتال پلی‌گراوند،ریالتی کینگز همکاری کرده است.او همچنین برای اشتراک گذاری عکس های روزمره و ویدئو های مدلینگ خود در اینستاگرام و همچنین به اشتراک گذاری محتوای انحصاری خود در اونلی‌فنز محبوب است.

## زندگی نامه
ملودی مارکس در اوهایو، در یک روستای کوچک به دنیا آمد و بزرگ شد.وقتی که 14 ساله بود پدر و مادرش از هم جدا شدند و مادرش برای زندگی جدید تصمیم گرفت به کالفرنیا نقل مکان کند. در حالی که پدرش همچنان در در اوهایو بود ملودی تصمیم گرفت که با مادربزرگش زندگی کند. ملودی در مصاحبه ای بیان کرده است که 10 خواهر و برادر ناتنی دارد. او همچنین در مورد تحصیلات خود بیان کرده است که فارغ التحصیل دبیرستان است و قصد داشته که تحصیلات خود را در رشته های کمک پزشکی مانند پرستاری ادامه بدهد. او همچنین در سال 2019 او اعتراف کرده است که از دبیرستان را با نمره A به پایان رسانده است.اگر چه نام مدرسه خودش را فاش نکرده است.